# Vlaardingen West vasútállomás
Vlaardingen West vasútállomás vasútállomás Hollandiában, Vlaardingen községben,  településen.

## Vasútvonalak
Az állomást az alábbi vasútvonalak érintik:
- Schiedam–HoekvanHolland-vasútvonal
- Ligne B
- Ligne A

## Kapcsolódó állomások
A vasútállomáshoz az alábbi állomások vannak a legközelebb:
- Maassluis vasútállomás (Hoek van Holland Strand metro station, északnyugat, Ligne B)
- Vlaardingen Centrum vasútállomás (Nesselande, délkelet, Ligne B)
- Vlaardingen Centrum vasútállomás (Binnenhof, Ligne A)